# Jadaminy
Jadaminy (deutsch Adamsgut) ist ein Ort in der polnischen Woiwodschaft Ermland-Masuren. Er gehört zur Gmina Gietrzwałd (Landgemeinde Dietrichswalde) im Powiat Olsztyński (Kreis Allenstein).

## Geographische Lage
Jadaminy liegt im Westen der Woiwodschaft Ermland-Masuren, 15 Kilometer östlich der früheren Kreisstadt Osterode in Ostpreußen (polnisch Ostróda) bzw. 22 Kilometer südwestlich der heutigen Kreismetropole Olsztyn (deutsch Allenstein).

## Geschichte
Adamsgut wurde im Jahre 1410 erstmals erwähnt und bestand aus ein paar kleinen Höfen. Zwischen 1874 und 1945 gehörte das Dorf zum Amtsbezirk Manchengut (polnisch Mańki) im Kreis Osterode in Ostpreußen.
Im Jahre 1910 waren in Adamsgut 50 Einwohner gemeldet. Ihre Zahl belief sich 1933 auf 51 und 1939 auf 54. Die 54 Einwohner im Jahre 1939 lebten in elf Haushalten, 45 Einwohner waren in der Land- und Forstwirtschaft beschäftigt, acht in Handel und Verkehr.
In Kriegsfolge musste Adamsgut 1945 mit dem gesamten südlichen Ostpreußen an Polen abgetreten werden. Das Dorf erhielt die polnische Namensform „Jadaminy“ und ist heute eine Ortschaft innerhalb der Landgemeinde Gietrzwałd (Dietrichswalde) im Powiat Olsztyński (Kreis Allenstein), bis 1998 der Woiwodschaft Olsztyn, seither der Woiwodschaft Ermland-Masuren zugehörig. Im Jahre 2011 zählte Jadaminy 59 Einwohner.

## Kirche
Bis 1945 war Adamsgut in die evangelische Kirche Manchengut (polnisch Mańki) in der Kirchenprovinz Ostpreußen der Kirche der Altpreußischen Union, außerdem in die römisch-katholische Kirche in Osterode in Ostpreußen (polnisch Ostróda) eingepfarrt.
Heute gehört Jadaminy katholischerseits zur Pfarrei in Biesal (Biesellen) im Erzbistum Ermland, evangelischerseits zur Kirche Łęguty (Langgut), einer Filialkirche von Ostróda in der Diözese Masuren der Evangelisch-Augsburgischen Kirche in Polen.

## Verkehr
Jadaminy ist über eine Nebenstraße zu erreichen, die von Biesal (Biessellen) nach Salminek (Sallmeien) führt. Die nächste Bahnstation ist Biesal an der Bahnstrecke Toruń–Tschernjachowsk (deutsch Thorn–Insterburg).